# Tubulanus borealis
Tubulanus borealis är en djurart som tillhör fylumet slemmaskar, och som beskrevs av Friedrich 1936. Enligt Catalogue of Life ingår Tubulanus borealis i släktet Tubulanus och familjen Tubulanidae, men enligt Dyntaxa är tillhörigheten istället släktet Tubulanus, och ordningen Palaeonemertea. Det är osäkert om arten förekommer i Sverige. Inga underarter finns listade i Catalogue of Life.